# Микола Шугай
Микола Шугай, насправді Микола Петрович Сюгай (*3 квітня 1898 Нижня Колочава — †16 серпня 1921 полонина Жалопка) — опришок, був з однієї точки зору український закарпатський народний герой, з іншого погляду — злочинець. Завдяки книзі Івана Ольбрахта, вперше виданої 1933 року, став легендою.

## Біографія
Микола Шугай народився 1898 року в Нижній Колочаві в сім'ї Петра та Гафії Сюгаїв. В 1917 році був призваний в угорську армію. Але на фронт так і не потрапив: втік і до кінця Першої Світової війни переховувався в околицях Колочави. Послідовно був переслідуваний угорською, румунською, а після входження Закарпаття 1919 року до складу Чехословаччини — чеською поліцією.
Певний час Микола Шугай вів спокійний спосіб життя, оженився з місцевою колочавською дівчиною Ержікою Драч — саме через неї втік з армії, однак через деякий час знову повертається до розбійницького життя. Справа в тім, що 1920-го Шугая схопили за дрібний злочин чеські жандарми. Миколі вдалося втекти, і він створив групу однодумців, які на чолі з ним грабували заможних людей, насамперед купців.
Одного разу Микола захворів на черевний тиф і наказав побратимам привести з Міжгір'я лікаря. Тому вибору не дали: або він лікуватиме Шугая і отримає за це плату, або ж буде вбитий, а його будинок спалять.
В 1921 році за захоплення Миколи Шугая була обіцяна винагорода в три тисячі крон. 16 серпня 1921 Шугай (і його брат Юрій) був вбитий топірцем у лісі трьома своїми колишніми товаришами, які прийшли нібито у гості.
У грудні 1921 Ержіка Драч народила доньку Анну, в шлюбі Штаєр. Ержіка через якийсь час одружилася з сусідом Дербаком. Померла 1988 року, похована на цвинтарі в Колочаві.
Брат Миколи Шугая Іван і племінник Василь 1946 року вступили до УПА, воювали проти радянських окупантів і загинули у цій боротьбі: Івана застрелили емгебісти, а Василь підірвав себе гранатою, аби не здаватись ворогам. У 1957 році було страчено також Михайла Штаєра, якого радянська влада назвала родичем Шугая та стратила як «українського буржуазного націоналіста».

## Цікаво
Ужгород: На вулиці Івана Ольбрахта, 3, в останній день січня 2015 року було відкрито скульптуру останнього закарпатського опришка Миколи Шугая На перилах найстарішоі кав'ярні «Під замком» з гвинтівкою в руках «присів» славний розбійник, про якого написав Ольбрахт у своєму романі «Микола Шугай — розбійник». Копія є також на Синевирському перевалі.